# Mața, Stara Zagora
Mața (în bulgară Маца) este un sat în comuna Radnevo, regiunea Stara Zagora,  Bulgaria. 

## Demografie
Componența etnică a satului Mața
     Bulgari (89,89%)
     Romi (10,1%)
     Nicio identificare (0%)
     Altele (0%)
La recensământul din 2011, populația satului Mața era de 99 locuitori. Din punct de vedere etnic, majoritatea locuitorilor (89,89%) erau bulgari, cu o minoritate de romi (10,1%). Pentru 0% din locuitori nu este cunoscută apartenența etnică.